# Karok Indijanci
Karok (Karuk, Cahroc).-Quoratean pleme sa srednjeg toka rijeke rijeke Klamath u Kaliforniji od Redcap Creeka do Indian Creeka. U njihovom jeziku 'karuk' znači 'uzvodno', ali nije imao plemensku oznaku. Gatschet (1890) jedino bilježi riječ Ara, u značenju 'čovjek'. Indijanci Yurok, njihovi susjedi, nazivali su ih Petsikla ('uzvodno') a pleme Shasta Ivap'i. Geografski su bili podijeljeni na Lower (Donje) i Upper (Gornje) Karoke. Prema Kroeberu (1925.) njihov broj je iznosio 1.500 (1770.), ali NAHDB procjenjuje da ih je 1700. bilo 2.700, a taj broj iznosi i 2000. Prema (SIL-u, 1982.) bilo ih je 3.781, i većina govore engleski (126 karok-govornika 1990). Danas žive u Orleansu (okrug Humboldt), Happy Campu i Yreki u okrugu Siskiyou. Na rezervatu Quartz Valley kod Fort Jonesa žive s plemenima Klamath i Shasta.

## Jezik
Jezik karok [kyh] vodio se kao jedini predstavnik porodice quoratean, velika porodica hokan. 10 govornika (1997 W. Bright). Etničkih 1.900 (2000 A. Yamamoto); 335 (2000 popis).

## Kultura
Karoki su bili sjedilačko stanovništvo (36 sela) koje se bavilo sakupljanjem žira, i ribolovom (losos). Selo je bilo jedina politička, a obitelj socijalna jedinica. Na losose se sezonski išlo dva puta godišnje. Osim navedenog u prehranu Karoka ulazili su još riječni rakovi, školjke, jelen, medvjed, maleni sisavci, ptice, orasi i razno zelenje. Duhan je bio njihova jedina uzgojena biljka, baš kao i kod Indijanaca Takelma iz Oregona, ali su do sjemenja dolazili trgovinom s Yurok Indijancima, i nudili su ga dalje Shastama. 
Kao i druga kalifornijska plemena, i Karoki su bili vješti košaraši. Njihove košare bile su toliko stručno napravljene da se u njima moglo kuhati. Takozvane 'basketry caps' (kape-košare) nosili su i muškarci i žene, one su tipične za njih i susjedna plemena, kao što su Tolowa i drugi. Karoki nisu imali instituciju 'poglavice', za vođu bi se obično nametnula neka ugledna osoba, 'money-person', u njihovom jeziku označavana kao ishpukát-ár. Za neko kriminalno djelo krivac bi morao oštećenoj strani isplatiti odštetu, ako to ne bi bio u stanju, postao bi rob dok njegova obitelj ne isplati štetu. Kao novac Karokima je služila školjka-dentalium, a mogli su poslužiti i skalpovi djetlića (woodpecker scalps; vidi sliku ispod). Kocka je najpopularnija zabava Karok-muškaraca. Oni se svako jutro posvećuju ovoj strasti u svojim parnim kupeljima.

## Trgovina
Trgovinna se vršila razmjenom s drugim susjednim plemenima Shasta, Wailaki, Yurok, Tolowa, Konomihu i Coast Yuki. Kanue nisu proizvodili nego su ih kupovali od Yuroka u zamjenu za dentalia-školjke. Dentalia-školjke su dobivali od Wailakija, pa su ih kao i svoje košare nudili plemenu Konomihu u zamjenu za krzna i odjeću od jelenje kože. Sa solju su se opskrbljivali kod Nongatla a kunjka-školjkama kod Coast Yukija(Davis: 1966).

## Šamanizam
Karokima uzročnici bolesti leže u malenim natprirodnim objektima (zvanim 'pains'), koji se nastanjuju u ljudskom mesu. 
Ove bolesti liječi isisavanjem 'sucking doctor'. 'Sucking doctor'-i su prvenstveno žene, one dobivaju iscjeliteljsku moć od duha koji ju je posjetio u snovima i dao joj 'pain'. Neofiti Karoka, da bi došli do zvanja šamana, moraju proći obuku kroz propisane rituale.

## Povijest
Prvi kontakt s bijelcima imaju 1820., kada ih posjećuju trgovci kompanije 'Hudson Bay. Nevolje počinju tek 1850. dolaskom rudara, pa im već 1852.  počinju goriti sela a 15 Karoka je pobijeno. Čuveni 'Ples duhova' ('Ghost Dance') prihvaćaju 1871.

## Sela
Aftaram, Ahoeptimi, Akoteli, Amaikiara, Aranimokw, Ashanamkarak, Ashipak, Asisufunuk, Aukni, Ayis, Chamikininich, Chiniki, Chinits, Inam, Inoftak, Ishipishi, Iwatak, Katimin, Katipiara, Kaus, Kumawer, Nupatsu, Oler, Panamenik, Sanipa, Segoashkwu, Shavuram (Sahwuram), Tachanak, Ti, Tishrawa, Tsofkaram (Tasofkaram), Tu'i, Unharik, Ussini, Wetsitsiko (Witsigo), Wopum, Yutoyara (Yutuirup).

## Vanjske poveznice
- Swanton, Karok Indian Tribe
- Košara-kape  Arhivirana inačica izvorne stranice od 9. studenoga 2004. (Wayback Machine)
- Foto galerija
- A. L. Kroeber  Arhivirana inačica izvorne stranice od 4. ožujka 2016. (Wayback Machine)